# 乌克兰—欧盟关系
目前，乌克兰和欧洲联盟的关系之法律框架為《乌克兰—欧盟联合协议》，乌克兰还是欧盟欧洲睦邻政策和东部伙伴关系的重要伙伴国。其中，欧洲睦邻政策自2004年开始实行，由欧盟与非入盟候选国的邻国签署，欧盟会与加入这一政策框架的国家建立更密切的经济联系，向其提供援助，并与之进行政治对话。乌克兰和欧盟关于聯繫國協定的谈判自2008年开始，双方分別在2014年3月和6月簽署了这一协定的政治部份和經濟部份，同年9月歐洲議會與烏克蘭國會批淮通過，2017年9月1日起生效。其中的烏克蘭與歐盟的自由貿易區協定（Deep and Comprehensive Free Trade Area, DCFTA）於2016年1月1日起生效，此协定是乌克兰加入欧盟的第一步。自1997年起，乌克兰和欧盟几乎每年都举办一届峰会，最近的一屆是在2018年7月9日在布魯塞爾舉辦。

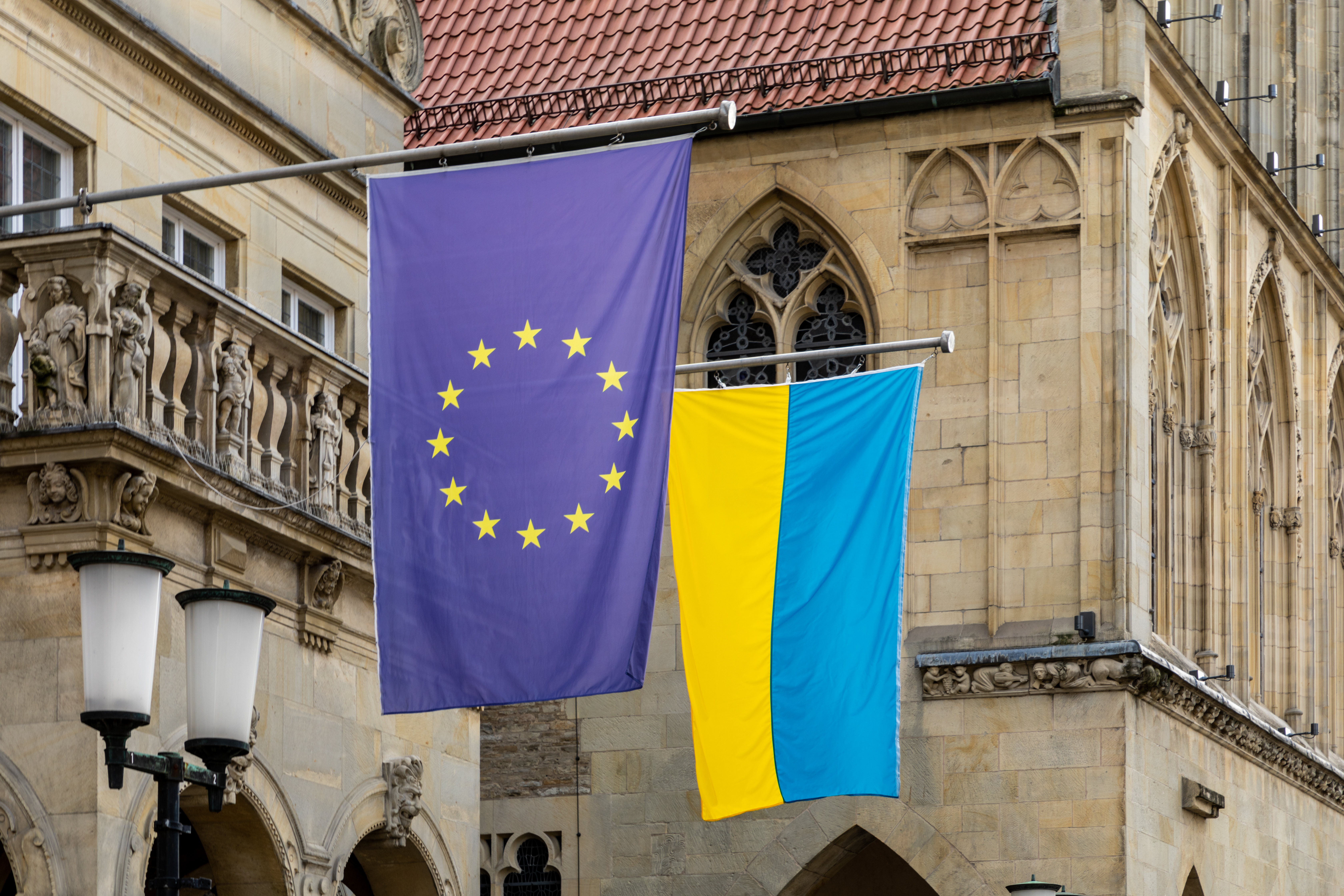
歐盟旗幟和烏克蘭國旗並排

2022 年 6 月 23 日，欧洲理事会授予乌克兰加入欧盟的候选国地位。

## 历史

### 早期关系（1991年－2004年）
1991年8月24日乌克兰宣布独立之后，12月便得到了欧盟的承认。12月2日欧盟委员会发布公告，呼吁乌克兰与之继续开放而建设性的对话。1992年9月14日时任欧盟委员会主席雅克·德洛尔与时任第一任乌克兰总统列昂尼德·克拉夫丘克在布鲁塞尔会面，克拉夫丘克表示了欧盟委员会对其进行援助的感谢，双方同意更进一步发展关系，这是两国高层首次会面。
学者认为，第一任乌克兰总统克拉夫丘克对外政策的重点是欧洲，其外交目标就是融入欧洲，不过，1993年当选的第二任乌克兰总统列昂尼德·库奇马希望转变“一边倒”的政策，实行“多头外交”，在俄罗斯和欧洲联盟两大势力之间寻求平衡，然而由于冷战后欧洲势力相对俄罗斯较强，学者认为乌克兰的外交政策更偏向欧盟，库奇马也的确于同年4月在欧洲委员会大会上宣布乌克兰的战略目标是融入欧洲的结构之中，首先即成为欧盟的正式成员，更于1999年连任总统的就职典礼上再次表示乌克兰的战略目标是加入欧盟，不过到2000年库奇马表示乌克兰外交的三个优先方向是欧盟、俄罗斯和美国，三个方向“既都给予足够重视，又相互互补”。
1994年6月14日乌克兰与欧盟签署《伙伴关系与合作协议》（PCA），成为第一个签署此协议的前苏维埃国家，不过欧盟直到1998年才批准该协议，最终于1998年3月1日生效。1996年欧盟部长会议公布了对乌克兰的行动计划，表示要迅速发展并加强同欧盟的政治经济关系。1998年6月8日到9日乌克兰-欧盟合作委员会举行第一次会议，乌克兰首次表示要成为欧盟联系国。1999年12月，欧盟发布了一份“对乌克兰共同战略”文件，认为乌欧关系是促进欧洲和平、稳定和繁荣的极其重要的因素，并表示欧盟的主要目标有三点：支持乌克兰的民主和经济转型进程；在欧洲大陆保障稳定和安全，迎接共同挑战；在欧盟扩大之环境下支持欧盟和乌克兰之间进行更紧密的合作。不过，欧盟一直不提乌克兰入盟或是给予乌克兰联系国的地位，令乌克兰深感失望。

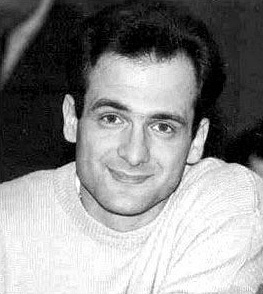
2000年《乌克兰真理报》记者格奥尔基·贡加泽（图）被暗杀，引发了欧盟对乌克兰新闻自由的质疑。2011年列昂尼德·库奇马更被控涉嫌这宗谋杀案。

2000年9月乌克兰记者格奥尔基·贡加泽遭人谋杀，欧盟视之为侵犯新闻自由的重大事件，更在2001年9月的第五届双方峰会上指责乌克兰政府妨碍媒体，不合民主标准。2002年6月库奇马向乌克兰议会发表咨文，提出乌克兰2002－2011年经济和社会发展10年战略构想，表示乌克兰在外交方面的优先方向是与欧盟一体化，并首次提出加入欧盟时间表：2003－2004年之前与欧盟签署联系国协定；2004－2007年前谈下自由贸易区，成为欧盟联系国；2005－2007年前与欧盟建立关税同盟；2007－2011年前满足所有加入欧盟的条件。同年7月在哥本哈根举行的第六届乌欧峰会上，库奇马重提了这个计划，不过欧盟仅与乌克兰签订了一个科技协定。第二年在雅尔塔举行的乌欧峰会上，时任欧盟委员会主席普罗迪甚至表示乌克兰入欧机会与新西兰差不多。

#### 欧洲睦邻政策
自2001年起波兰等国便建议欧盟给予乌克兰、摩尔多瓦和白俄罗斯三个东部邻国入盟的前景。2002年1月，时任英国外交部长斯特劳斯最早向时任欧盟轮值主席国西班牙的外长约瑟夫·皮克（Josep Piqué i Camps）提议给白俄罗斯、摩尔多瓦、乌克兰三国一种“特殊的邻国地位”以激励其进行整治和经济改革。这一提议得到德国等一些欧盟国家和准成员国的支持，然而，乌克兰的反应并不积极，库奇马总统对这种地位没有提供入盟前景而感到失望。:8-9。这时欧盟开始酝酿欧洲睦邻政策（ENP），直至2004年5月欧盟委员会正式发布《ENP战略文件》，标志着欧洲睦邻政策正式形成:2。欧盟认为乌克兰是欧洲睦邻政策的重要伙伴国。欧洲睦邻政策不向参加国提供入盟的前景，仅在政治、经济等方面与参与国提升关系:2，不过欧盟委员会主席曾表示“我们需要准备好提供超过伙伴关系但少于成员资格，但不排除后者”，学者认为欧洲睦邻政策因而显得模棱两可:9。2002年10月欧盟公布了2004年第五次东扩的名单，使得乌克兰在欧盟第五次东扩后成为其邻国。

### 橙色革命（2004年）

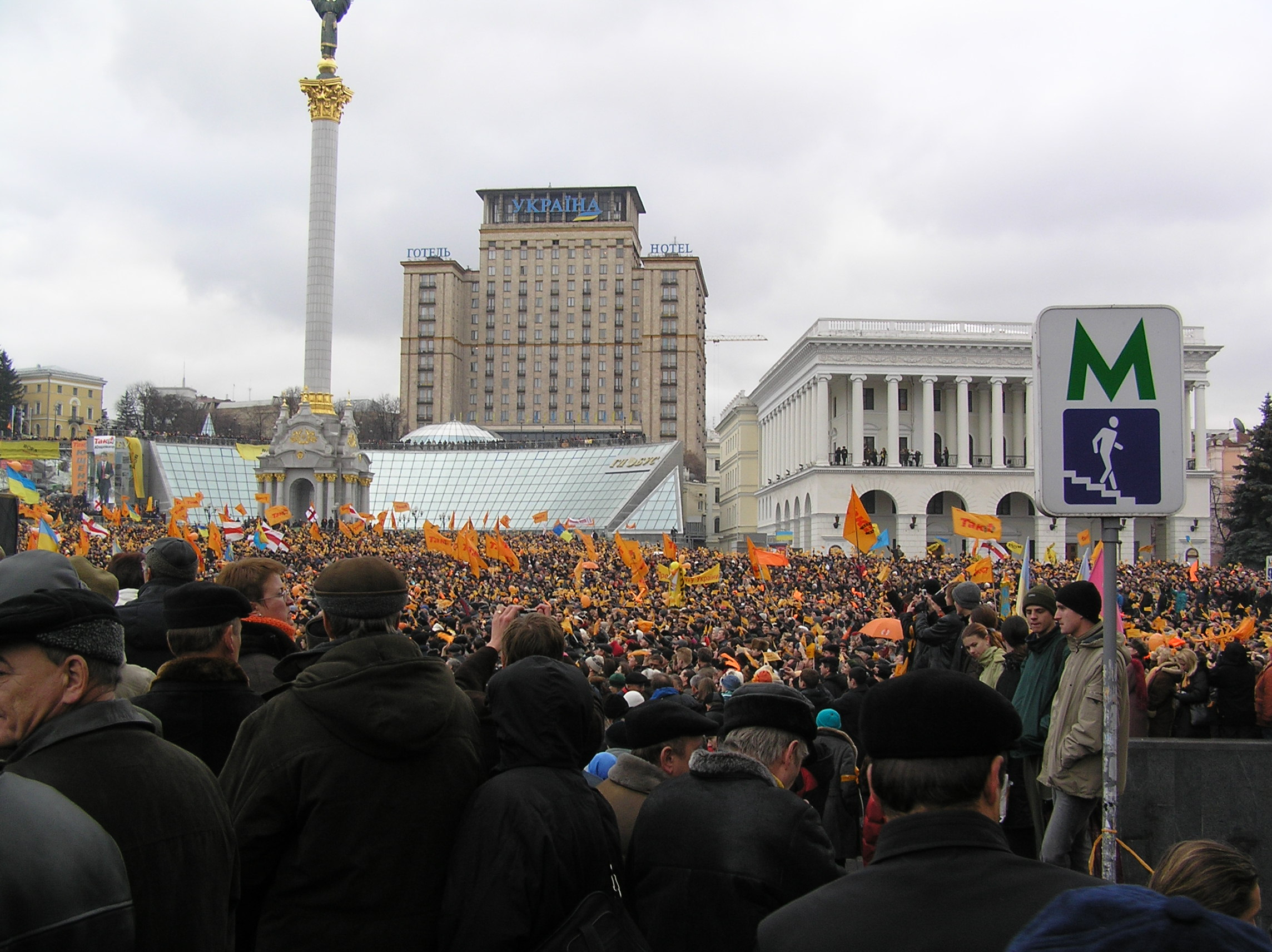
橙色革命中欧盟帮助反对派维克多·尤先科赢得选举，众多德国、荷兰、斯洛伐克、捷克等国的政治家在独立广场轮番演讲为他造势。欧盟还资助了一些学生运动组织。

橙色革命是2004年末发生在乌克兰总统选举期间的一系列抗议和政治事件。2004年10月31日第一轮选举结束，由于没有候选人的支持率在50%以上，选举须进行第二次投票。2004年11月22日乌克兰选举委员会宣布初步统计第二轮投票的结果是总统候选人维克多·亚努科维奇得票率较为领先，引发乌克兰民众和国际观察员质疑选举舞弊，其中另一候选人维克多·尤先科的支持者涌入首都基辅独立广场进行抗议。
第一轮选举结束后，欧盟并没有表态支持亲欧的尤先科，不过第二轮结束后，欧盟委员会主席巴罗佐表示要对选举进程和选举结果进行严肃、客观和公平评估，否则将影响欧乌关系。欧盟及其成员国通过欧洲安全与合作组织派出几千名观察员，对选举结果进行质疑，帮助尤先科推翻了第二轮选举的结果。此外，在民众开始上街游行之后，2004年11月26日欧盟外交和安全事务高级代表索拉纳、波兰总统亚历山大·克瓦希涅夫斯基和前总统莱赫·瓦文萨、立陶宛总统阿达姆库斯（Valdas Adamkus）抵达基辅进行调解，迫使库奇马同意改组中央选举委员会、修改选举法。为此美国总统乔治·布什在12月8日尤先科获胜后特意致电克瓦希涅夫斯基和阿达姆库斯，感谢波兰和立陶宛在此次选举中出手相助。:812月16日到17日的布鲁塞尔欧洲理事会会议结束后，欧盟在公告中祝贺乌克兰人民和领导人在外界帮助下共同解决危机，并表示有意加强双方政治、经济和文化联系:24。

### 尤先科总统任期（2005年－2010年）
2004年12月10日，仍是反对派领袖身份的尤先科便提出了一个四步计划：第一，欧盟承认乌克兰市场经济；第二，乌克兰加入世界贸易组织；第三，乌克兰与欧盟成为联系国；第四，乌克兰正式加入欧盟。2004年12月欧盟也针对欧洲睦邻政策出台了对乌行动计划，包括政治对话和改革、经济和社会合作与发展等:9-10。这一份行动计划得到欧盟特派员贝妮塔·费列罗-瓦尔德纳（Benita Ferrero-Waldner）和高级代表哈维尔·索拉纳的盛赞，于2005年2月12日被乌克兰政府批准，在同月21日的乌欧合作委员会会议上正式签署。这一行动计划为期三年，旨在加强乌克兰与欧盟在能源、经济技术、建立双边自由贸易区以及简化签证手续等方面的合作。
2005年12月在基辅举行的第九届乌克兰-欧盟峰会被媒体认为是较为成功的一届，新上任的尤先科总统与欧盟在飞机引擎、航海和能源工业等领域达成许多协议，欧盟还表示支持乌克兰入盟。会后公告上，双方一致认为乌克兰的“民主和改革开辟了乌欧关系的新前景”，并确认将有一个新协定代替伙伴关系与合作协议。随后的几届峰会上，双方一直在讨论和新的协定有关的事务，直到2008年在巴黎举行的第十二届峰会结束后，双方宣布开始关于联系国协定的谈判。为此2009年欧盟公布了“联系国议程”（Association Agenda），以加快联系国协定签署以及“通过建立一个全面而实际、可实现首要目标的框架，来促进双方的深层政治合作和经济一体化”，这一文件于当年11月24日生效，并代替了之前于2005年达成的乌欧行动计划。
2005年末，乌克兰和俄罗斯在新一年天然气问题上产生分歧，俄罗斯因而于2006年1月1日开始中断给乌克兰供气，由于当时欧盟自俄罗斯进口的天然气80%要经过乌克兰，媒体认为欧盟十分重视事件。“断气”后，俄罗斯指责乌克兰非法截留供欧天然气并决定增加对欧供量来减轻乌克兰截留的影响，不过乌克兰否认截留。2006年1月4日，俄乌达成新的天然气协议，危机得以解决。

欧洲各国在2009年天然气之争中天然气供应受影响情况，其中以红色标示的国家自俄罗斯进口的天然气遭削减75%以上。

2008年12月31日俄罗斯天然气工业股份公司与乌克兰石油天然气公司（Naftogaz）有关2009年天然气供应问题的谈判没有达成一致，使得2009年1月1日开始俄罗斯再次停止向乌克兰供气。起初，俄罗斯经过乌克兰供给欧盟的天然气未受影响，但几天后的1月6日俄供欧盟天然气突然大幅减少，对此俄方称是乌克兰故意截留其供欧天然气，乌方起初称是俄罗斯减少了输往欧洲的供应量，之后承认由于俄方完全停止向乌天然气管道送气而“被迫停止”向欧盟国家输气。为此，欧盟往乌克兰派出许多独立观察员监督供气情况
。1月7日俄罗斯称由于乌方无法保证全量输送过境天然气，决定中断经乌克兰向欧盟国家供气，并表示将在欧盟观察员抵达乌克兰后恢复。“断气”事件对欧洲18个国家造成影响，一些欧盟国家宣布进入紧急状态。1月13日，俄罗斯恢复经乌克兰向欧盟供气，但乌克兰随后宣布将继续截留一部分天然气以满足“技术性需求”，并于第二天表示由于指定的输气线路技术难度大，而未将天然气转运至欧盟国家。1月18日，俄乌就天然气争端达成一致，对此欧盟表示欢迎，但输给欧盟的天然气仍未恢复，直到1月20日欧盟方才证实天然气输送正常。事件引发欧盟对乌克兰作为天然气中转国的质疑，其中欧盟委员会主席巴罗佐于1月7日在记者招待会上表示：“如果这一问题得不到解决，将引起人们对俄罗斯作为天然气供应国可信性的强烈质疑，也会引起人们对乌克兰作为天然气中转国可信性的强烈质疑。如果乌克兰想更接近欧盟，那不应在输欧天然气问题上制造任何麻烦。”同年3月23日，欧盟、乌克兰和俄罗斯三方在布鲁塞尔召开会议，乌欧双方决定投资数十亿欧元用以更新乌克兰的天然气管道。

#### 东部伙伴关系
早在2008年上半年波兰和瑞典便提出“东部伙伴关系”的构想，这一构想于当年6月的欧盟首脑会议上获得通过，欧盟委员会随后于12月3日正式推出建议。2009年5月8日，欧盟27国与6个欧亚国家的政府首脑或部长在布拉格签署《东部伙伴关系宣言》，东部伙伴关系计划正式宣告开始。欧盟希望通过这个计划与乌克兰、格鲁吉亚、亚美尼亚、阿塞拜疆、摩尔多瓦和白俄罗斯6个独联体国家逐一建立自由贸易区、提高对其财政援助、简化其公民进入欧盟的签证手续、加强在能源和安全领域的合作等。乌克兰副首相赫雷霍里·奈米里亚（Hryhoriy Nemyria）曾表示乌克兰欢迎东部伙伴关系，欧盟也认为乌克兰是其东部伙伴关系的重要伙伴国。

### 亚努科维奇总统任期（2010年－2014年）
2010年2月14日，反对派地区党领导人亚努科维奇赢得总统选举，成为第五任乌克兰总统，媒体认为他倾向俄罗斯。尽管季莫申科宣布不承认选举合法性，包括欧盟在内的许多组织还是表示乌克兰选举符合国际标准，其中欧盟外交和安全政策的高级代表凯瑟琳·阿什顿表示对乌克兰选举顺利结束表示欢迎，称其为乌克兰民主进程中的“重大成果”，并表示欧盟想要与乌克兰新一届总统进行合作。亚努科维奇阐述自己的执政目标称，对外政策方面将会在同时与俄罗斯和欧盟发展互利友好关系的基础之上，优先与俄罗斯解决能源稳定供应问题，继续与北约合作，与欧盟签署自由贸易协议。2010年3月1日亚努科维奇在就职不到一周的时间内访问了欧盟总部，提出欧盟仍是乌克兰外交的重要方向，同时，乌克兰将改善与俄罗斯的关系，但这对欧盟有利，欧盟理事会主席范龙佩则表示欧盟会在年内给予乌克兰联系国的地位，双方还就乌克兰社会与经济改革、能源政策、欧盟放宽对乌克兰公民入境签证限制、双边自由贸易协定等议题交换了看法。同年11月在布鲁塞尔举行的乌欧第十四届峰会上亚努科维奇首次作为乌克兰总统出席。双方在乌克兰公民前往欧盟国家免签证方面达成一项行动计划。

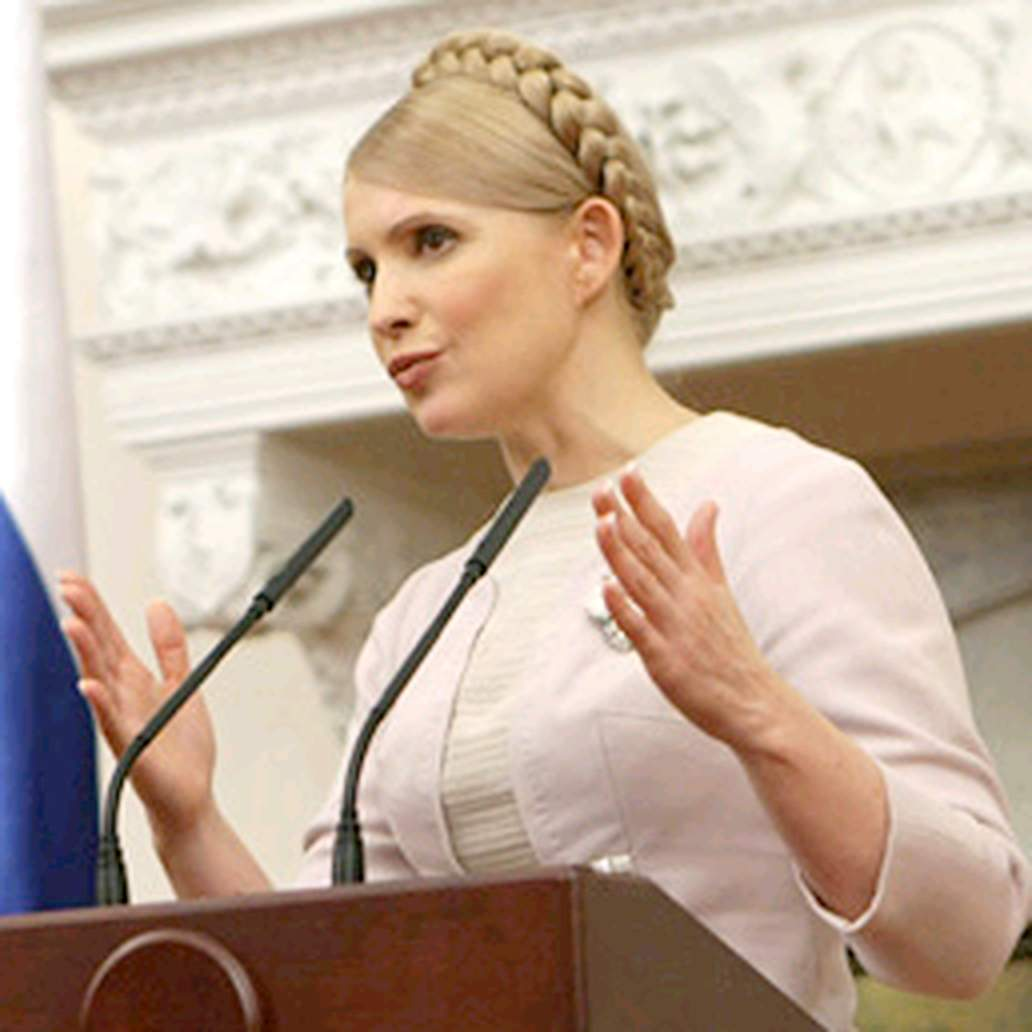
季莫申科（图）于2011年10月11日被判处7年有期徒刑，欧盟称此事“严重影响”乌欧关系。

2011年10月11日，前乌克兰领导人尤利娅·季莫申科在基辅佩切尔斯基区法院因在2009年与俄罗斯天然气交易中滥用职权被判处7年有期徒刑。结果公布之前，欧盟便多次表示反对不公开审理季莫申科，并对审判结果表示忧虑，结果公布之后当时的欧盟轮值主席国波兰更认为此举严重损害了乌克兰的形象，欧盟外交事务高级代表阿什顿更指责审判背后有政治动机，并表示若不确保季莫申科获得公正公开的上诉程序将对乌欧关系造成“严重影响”，他代表欧盟发表声明称：
|  | 乌克兰当局的处理方式应尊重普世价值观和相关法律。具体来说，他们的处理方式将对欧盟和乌克兰的双边关系产生深远影响，包括联系国协定、政治对话以及更大范围的合作。 |

2011年12月举行的第十五届乌欧峰会结束后，双方代表宣布关于联系国协定的谈判已完成，随后，欧盟与乌克兰于2012月3月30日在布鲁塞尔草签了联系国协定。2013年2月25日第十六届峰会结束后，双方在共同声明中表示将力促在当年11月于维尔纽斯举行的第三届东部伙伴关系峰会上正式签署联系国协定，为此乌克兰须在5月前完成选举、司法和宪法等相关改革，以适应欧盟200多项指令和约150项规则，此外，还有包括2012年议会选举要符合国际标准、消除“有选择性司法”（即释放季莫申科，允许其前往德国治疗）和推动联系国协定中的改革措施等标准。自此开始的数月间亚努科维奇力劝国会通过一些法案来达到欧盟要求。

### 乌克兰亲欧盟示威运动（2013年－2014年）
2013年11月21日乌克兰国会否决了一些旨在达成欧盟要求的法案，乌克兰政府宣布暂停同欧盟签署联系国协定，对此乌克兰副总理尤里·博伊科在记者招待会上表示：
|  | 乌克兰政府将暂停与欧盟签署联系国协定的谈判，直至我们找到当前情况的解决办法，以及工业生产和与独联体国家关系上的失落在欧洲市场得到补偿，否则，我们国家的经济将承受巨大损失。 |

2013年11月28日亚努科维奇参加了原计划准备和欧盟签署联系国协定的维尔纽斯峰会，但乌克兰最终还是选择了不签署协定。不过，事后亚努科维奇和若泽·曼努埃尔·巴罗佐等欧盟高层都表示将来协议仍有签署希望。

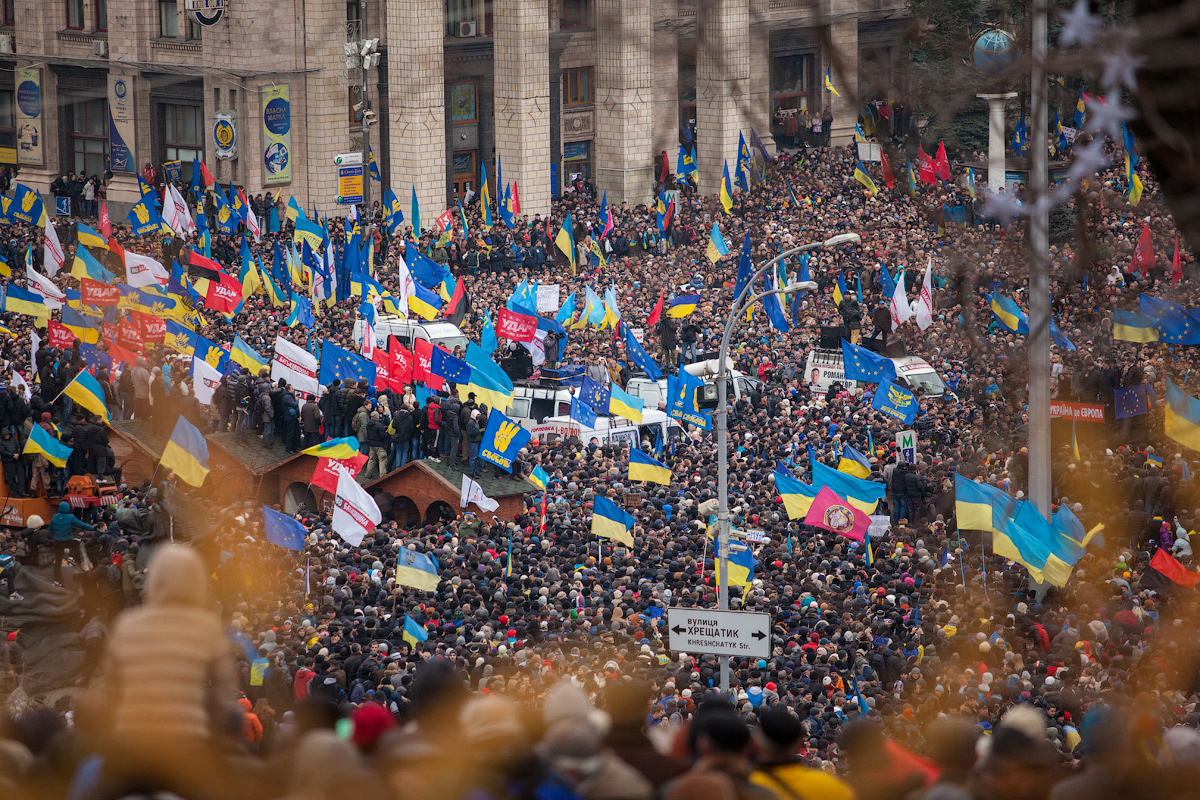
乌克兰亲欧盟示威运动自2013年11月21日开始愈演愈热。图摄于12月2日

暂停签署联系国协定的举动引发了亲欧民众的不满，11月21日晚便有示威者开始在基辅市中心的独立广场聚集，随后抗议活动不断升级。2013年11月30日凌晨别尔库特部队突袭了独立广场，暴力驱逐了驻留的示威者，造成79人受伤，对此阿什顿谴责“警方使用极端暴力”，数个欧盟及欧盟国家的政府官员也推文谴责此事或表示忧虑。12月5日，欧盟方表示双方正在为新一轮谈话做技术准备，但欧盟委员会扩大事务专员斯特凡·富乐（Štefan Füle）之后于12月15日表示乌克兰政府随后的论据“站不住脚”，称“工作暂停”。为寻求解决政治冲突，阿什顿于12月10日抵达乌克兰，会见了亚努科维奇总统、反对派任务和民间团体代表。2013年12月17日，乌克兰与俄罗斯签署了多项协议，得到了150亿美元贷款和天然气价格下调三分之一等优惠，不过，几天后范龙佩、巴罗佐等欧盟高级官员表示欧盟仍随时做好准备和乌克兰签署联系国协定，不在意乌克兰与俄罗斯签署了新的协定。12月24日，乌克兰外交部长莱昂尼德·科扎拉（Leonid Kozhara）表示将在圣诞节过后与欧盟重启关于联系国协定谈判。

### 临时政府时期（2014年）
2014年2月22日，乌克兰议会宣布解除亚努科维奇的总统职务，并于次日通过由议长亚历山大·图奇诺夫担任临时总统以及2月27日通过祖国党领导人阿尔谢尼·亚采纽克担任新政府总理。对此，欧盟外长阿什顿于2月23日呼吁乌克兰领导人维护领土完整和国家统一，并要求亚努科维奇的支持者和反对者继续寻求建设性对话，以便回应乌克兰人民的正当民主诉求。第二天，她还会见图奇诺夫，讨论恢复乌克兰政治和经济稳定的途径。欧盟外交事务委员会也于3月4日表示，签署联系国协定和深入及综合自由贸易区协议仍有机会。次日，欧盟宣布在数年内对乌实行包括提供110亿欧元在内的援助计划，其中第一部分共计5亿欧元于5月到账；3月11日欧盟议给予乌克兰入欧商品临时性关税减免，乌94.7%的工业品、82.2%的农产品可以零关税进入欧盟市场，最终于4月14日通过。
2014年3月24日，乌克兰总理亚采纽克与欧盟28国领导人在布鲁塞尔签署联系国协定政治部分，经济部分则被延后签署，亚采纽克称此举为防止给乌克兰工业造成负面影响。

### 波洛申科時期（2014年5月－2019年5月）
2014年5月25日，烏克蘭舉行總統選舉，彼得·波罗申科當選烏克蘭總統，並在上任後隨即提出了「策略2020改革計畫」希望藉由與歐盟和合作提升國民生產總額至16,000美元並強調相關反貪汙法案的重要性，此一計畫也獲得了歐盟的支持，歐盟在政治方面願意對烏克蘭後續司法改革提供技術上之協助，如憲法改革、選舉之準備等在經濟方面，歐盟理事會通過一份支持烏克蘭改革之計畫（Support Package for Ukraine）以支持烏克蘭全面性的改革。該計畫主要提供烏克蘭短期與中期總政改革及國內經濟發展，金源方面主要是聯合世界銀行、國際貨幣組織（International Monetary Fund, IMF）等國際金融組織一同加入，亦呼籲有興趣之第三國加入此並同時強調貿易與投資領域為維持烏克蘭經濟穩定之關鍵， 因此未來將在自由貿易區協定中調降歐盟之進口關稅並開放關稅配額。此外，為確保烏克蘭能源穩定及其在歐洲天然氣轉運中心之重要地位，歐盟將與歐洲投資銀行（European Investment Bank）、歐洲復興銀行（European Bank for Reconstruction and Development）及世界銀行與烏克蘭當局一同合作，使天然氣運輸系統現代化。 在短期內將聯合斯洛伐克就天然氣運輸系統運作為必要規則及過程之制定，2014年6月波洛申科正式簽署了先前被推遲的經濟部份，同年9月歐洲議會與烏克蘭國會批淮通過，同時雙方也簽署了一份加深雙邊政治經濟合作的協議，其中的烏克蘭與歐盟的深入而全面自由貿易區協定於2016年月1日起生效，歐盟表示這一協議將有助於烏克蘭經濟現代化和多樣化，將給予烏克蘭改善商業環境和吸引更多外國投資的機會，同時促進烏克蘭加速經濟改革，尤其是強化與貪腐的鬥爭。2016年11月24日第18屆歐盟－烏克蘭峰會在布魯塞爾召開，其中歐盟認可並繼續支持烏克蘭的改革，尤其是反腐和法制方面，歐盟宣布追加總值3億歐元的援助項目，其中包括1,500萬歐元的反腐治理專款。 在會後舉行的聯合新聞發布會上，歐洲理事會主席唐納德·圖斯克用烏克蘭語對波羅申科說：
|  | 你在這裡有很多朋友，我可以向你保證，你不會被撇在後面。雖然我們也有限制，但會繼續努力實現你合理的期望。烏克蘭的成功將是整個歐洲的成功。 |

歐盟委員會主席容克在記者會上表示，我們看到烏克蘭這兩三年內取得的成就比過去20多年的都多。歐盟理事會主席圖斯克也在記者會上表示，歐洲必須盡其所能，確保烏克蘭的獨立、主權和穩定。歐盟繼續支持明斯克停火協議，歐盟的制裁措施也與明斯克協議的完全掛鉤。烏克蘭總統波羅申科指出，重要的是我們已表明烏克蘭和歐盟之間的一致和團結，我們會繼續展示在加強夥伴關係上的進展。同時波洛申科也表示歐盟能儘快給烏克蘭免簽待遇，烏克蘭已經實現了歐盟提出的獲得免簽需要滿足的144項要求。歐盟委員會主席容克對此表示，烏克蘭已經履行了我們設定的所有條件，現在歐盟應該兌現。他相信，儘管某些成員國和歐洲議會之間可能存在些分歧和困難，歐盟還是能夠在年底前為烏克蘭提供免簽，2017年4月6日，歐洲議會以 521 票贊成、75 票反對和 36 票棄權通過給予烏克蘭免簽。5月11日星期四歐盟理事會通過給予烏克蘭人免簽，6月11日，烏克蘭與歐盟正式實施免簽證措施。2017年5月31日最後一個未完成批准程序的國家荷蘭終於完成了協定的批准程序並於6月15日將同意書存放到歐盟理事會，2017年7月11日，歐盟理事會也批准了聯合協定，7月13日在第十九屆烏克蘭－歐盟峰會上，歐洲理事會主席圖斯克宣布已完成聯合協定的批准程序，協定於9月1日生效。

### 泽连斯基時期（2019年5月20日至今）

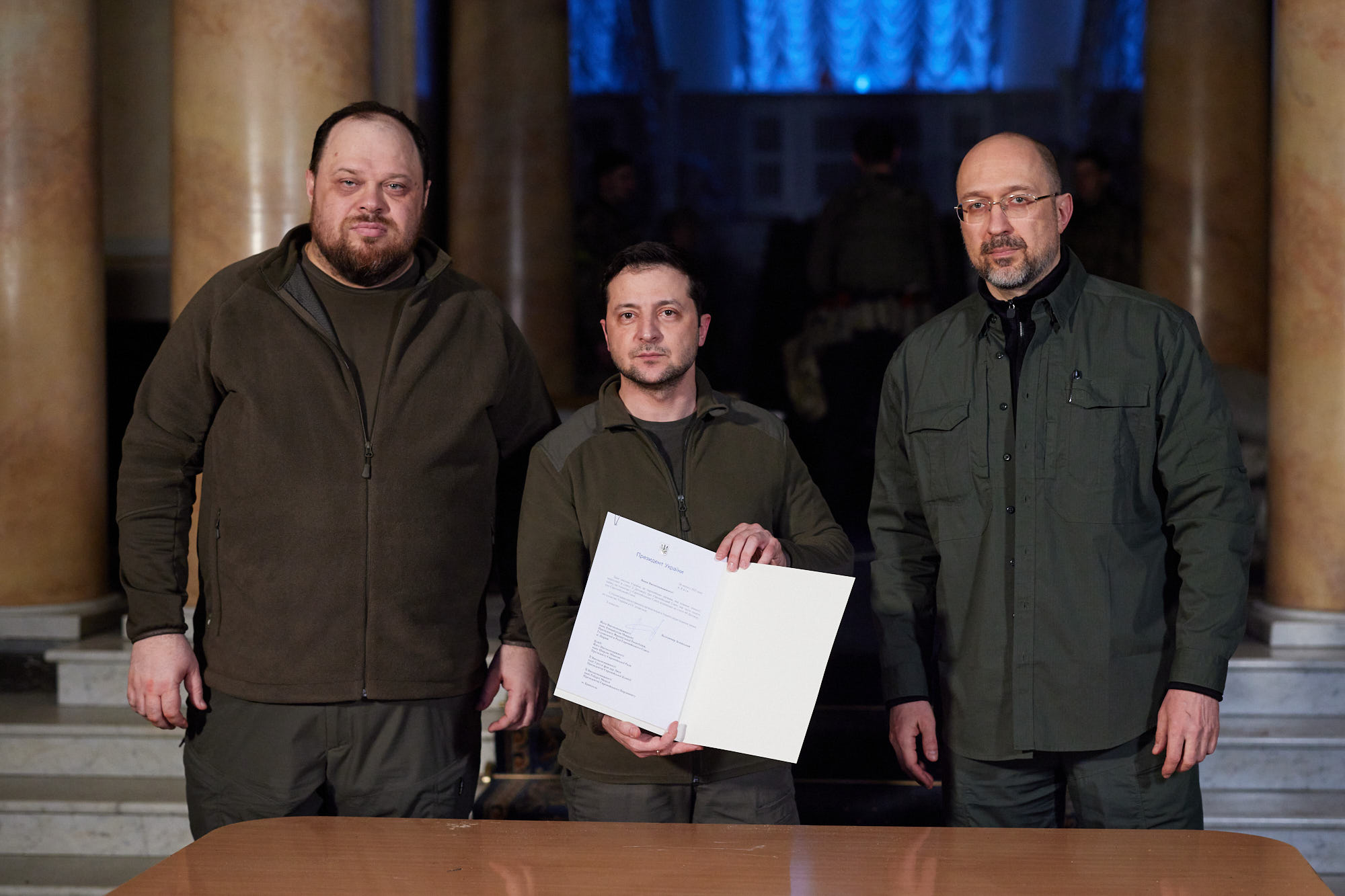
泽连斯基等人展示签署的申请书

2022年2月28日，烏克蘭總統弗拉基米尔·泽连斯基在俄羅斯入侵烏克蘭期間簽署文件，呼籲歐洲聯盟緊急通過讓烏克蘭正式加入歐盟。隨後，歐洲委員會於同年6月23日向烏克蘭授予歐盟候選國身份。
2023年2月3日，乌克兰和欧盟在基辅举行峰会。乌克兰总理与欧盟委员会主席在基辅签署了关于乌克兰参与欧盟单一市场促进计划的协议。欧洲理事会主席米歇尔在峰会后的新闻发布会上表示，欧盟已经提供120亿欧元的军事援助，并将在今年训练3万乌军士兵。他表示，欧盟将与乌克兰共同努力实施乌克兰提出的和平方案。
2023年2月24日，欧盟通过第十轮对俄罗斯制裁方案。此轮制裁将涉及100余个个人和实体，包括俄方军事、政治和宣传人员。制裁内容包括价值超过110亿欧元的出口禁令，以及进一步限制军民两用产品和高科技产品出口。欧方建议对47种可用于俄罗斯武器系统（包括无人机、导弹、直升机）的新型电子元件进行管控。

## 經濟關係
2007年，乌克兰仅占欧盟出口的2%，仅占欧盟进口的1%。

## 延伸阅读
- （英文）Svitlana A. Kobzar,  (PDF), European International Studies Association,   [2014-05-10], （原始内容存档 (PDF)于2014-05-12）
- （简体中文）赵晨. . 世界经济与政治. 2007, (5)  [2014-05-10]. （原始内容存档于2016-03-04）.
- （简体中文）张学昆. . 欧洲研究. 2009, (6)  [2014-05-10]. （原始内容存档于2013-10-08）.